# 존 오토
존 에버렛 오토 (John Everett Otto, 1977년 3월 22일 ~ )는 림프 비즈킷의 드러머이다.